# Walsura tubulata
Walsura tubulata är en tvåhjärtbladig växtart som beskrevs av William Philip Hiern. Walsura tubulata ingår i släktet Walsura och familjen Meliaceae. Inga underarter finns listade i Catalogue of Life.